# 埃克费尔德
埃克费尔德是德国莱茵兰-普法尔茨州的一个市镇。总面积12.75平方公里，总人口351人，其中男性177人，女性174人（2011年12月31日），人口密度28人/平方公里。

## 历史
从 1794 年开始，埃克费尔德处于法国统治之下。1814 年，它在维也纳会议上被分配给普鲁士王国。